# 로렌초 부폰

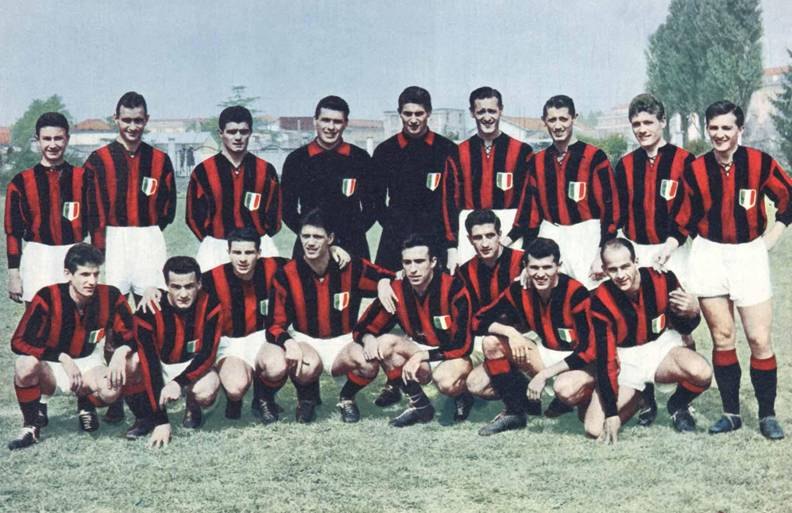
1957-58 시즌의 밀란 선수단. 왼쪽부터 오른쪽으로 뒷줄: 체사레 레이나, 카를로 갈리, 알피오 폰타나, 나르치소 솔단, 로렌초 부폰, 닐스 리드홀름, 후안 알베르토 스키아피노, 루이지 라디체, 가스토네 베안; 앞줄: 에로스 베랄도, 에르네스토 그리조, 아모스 마리아니, 체사레 말디니, 마리오 베르가마스키, 차니에르, 프란체스코 차가티, 에르네스토 쿠키아로니

로렌초 부폰(이탈리아어: Lorenzo Buffon loˈrɛntso bufˈfɔn, -ˈfon[*], 프리울리어: buˈfoŋ, 1929년 12월 19일, 프리울리-베네치아 줄리아 주 마야노 ~)은 이탈리아의 전 축구 선수로, 현역 시절 골키퍼로 활약했다. 현역 시절, 그는 밀란에서 277경기 출전했고, 연고지 경쟁 구단 인테르나치오날레는 물론 여러 다른 이탈리아 구단에서 활약하며 5번의 세리에 A를 우승했다. 국제 무대에서, 그는 이탈리아 국가대표팀 경기에 15번 출전했고, 자국을 대표로 1962년 월드컵에 참가했다.
부폰은 당대 최고의 골키퍼로 손꼽히며, 이탈리아의 역대 수문장으로 손에 꼽힌다. 그는 레프 야신과 함께 1960년대 FIFA 올스타 선수단에 이름을 올렸다.

## 클럽 경력
우디네 도 마야노 출신인 부폰은 15년 동안 세리에 A의 밀란 (1949-59), 제노아 (1959-60), 인테르나치오날레 (1960-63), 그리고 피오렌티나(1963-64)에서 도합 365번의 경기에 출전했다. 그는 1948년에 포르토그루아로에서 축구를 시작해 이듬해 밀란에 입단했다. 그는 밀란 소속으로 1950년 1월 15일에 세리에 A 신고식을 치렀는데, 삼프도리아와의 안방 경기에서 무실점으로 틀어막아 1-0 승리를 도왔다. 그는 밀란 소속으로 같은 선수단의 수문장이었던 나르치소 솔단과 치열한 주전 경쟁을 펼치는 와중에 277번의 경기를 출전해 세리에 A를 4번 우승하고 코파 라티나도 2번 들어올리며 국제적 관심을 받았다. 밀란 소속으로, 부폰은 1957-58 시즌에 유러피언컵 결승전에 오르고, 1955-56 시즌에는 같은 대회 준결승전에 올랐지만, 이탈리아 구단은 두 경우 모두 나중에 우승을 차지한 레알 마드리드에 패퇴했다.
밀란 소속으로 300경기에 출전한 그는 구단 역사상 300경기 이상 출전한 넷밖에 되지 않는 수문장으로, 그보다 많이 출전한 골키퍼는 크리스티안 아비아티(380경기), 세바스티아노 로시(330경기), 그리고 지다(302경기)가 전부다.
밀란에 이어 부폰은 1959년에 제노아로 이적해 1년을 보냈고, 이후 밀란의 같은 연고지 경쟁 구단인 인테르나치오날레로 1960년에 이적했는데, 두 번 모두 그의 현역 시절 경쟁자인 조르조 게치를 대신하기 위해 입단했는데, 게지는 부폰을 대신하기 위해 그의 대체자로 1959년 밀란에 입단했다. 부폰은 인테르나치오날레 소속으로 1962-63 시즌에 엘레니오 에레라 감독의 지휘 하 세리에 A 우승을 거두었는데, 에레라 감독은 뒤이어 인테르나치오날레에서 국내 및 국제 무대를 평정했다. 그는 인테르나치오날레에서 3년을 보내면서 1960-61 시즌에 인터시티스 페어스컵 준결승전에 올랐지만, 코파 이탈리아에서 거둔 최고 성과는 8강이었다. 부폰은 현역 시기를 도합하여 5번의 세리에 A 우승을 거두었다. 피오렌티나에서 1년을 더 보내면서 리그 경기에 1번 출전에 그치고, 1965년에 이브레아를 끝으로 현역에서 은퇴했다.

## 국가대표팀 경력
부폰은 1958년부터 1962년까지 이탈리아 국가대표팀 경기에 15번 출전하기도 했다. 그의 첫 국가대표팀 경기는 1958년 9월 9일, 2-2로 비긴 프랑스와의 경기였고, 이후 주장 신분으로 칠레에서 열린 1962년 월드컵 본선에 출전했다. 그는 대회에서 2경기 출전했는데, 0-0으로 비긴 서독과의 경기와 3-0으로 이긴 스위스와의 경기에 출전했고, 이 중 6월 7일에 열린 후자의 경기는 그의 마지막 국가대표팀 경기였는데, 그는 개최국 칠레와의 2차전에 출전한 카를로 마트렐을 대신해 출전했다. 이탈리아는 칠레와의 경기에서 0-2로 패한 것이 화근이 되어 논란의 조별 리그 탈락을 당하는 굴욕을 맛보았다.

## 경기 방식
운동신경이 뛰어나며 효율적이며 안정적인 수문장으로, 부폰은 위치 선정, 공잡이, 그리고 효율적인 선방 방식을 통해 과장되지 않게 훌륭한 선방을 선보였다. 그는 선방 능력으로 놀라운 로렌초(Lorenzo il Magnifico)라는 별칭이 붙었다. 그는 비록 키가 크고, 육체적으로 강인한 골키퍼였지만, 공 배급을 중간에서 가로채는 데에는 부족한 모습을 드러냈고, 골문 사이를 지키는 쪽을 선호했다. 비록 그는 대체로 강인한 세계구급 골키퍼로 명성이 자자하지만, 간혹 현역 시절에 당시 정신적으로 영향을 주는 기량은 물론 마음가짐에서 꾸준하지 못하다는 비판을 받았다.

## 사생활
현역 은퇴 후, 부폰은 밀란의 유소년 스카우터로 근무했다. 그는 잔루이지 부폰 골키퍼의 친척인데, 로렌초는 잔루이지 조부의 사촌이다. 로렌초는 이탈리아의 유명 배우이자 TV 유명인사인 에디 캄파뇰리를 배우자로 맞이한 것으로 알려져 있는데, 캄파뇰리는 전에 현역 시절 부폰의 경쟁자였던 조르조 게치에 작업을 했던 것으로도 알려져 있다.

## 수상
밀란
- 세리에 A: 1950–51, 1954–55, 1956–57, 1958–59
- 코파 라티나: 1951, 1956

인테르나치오날레
- 세리에 A: 1962–63

개인
- FIFA XI: 1963[6]
- 밀란 명예의 전당[16]